# Denys Berintjyk
Denys Jurijovytj Berintjyk (ukrainska: Денис Юрійович Берінчик), född 5 maj 1988 i Krasnodon, Ukrainska SSR, Sovjetunionen, är en ukrainsk boxare som tog OS-silver i lätt welterviktsboxning 2012 i London. 

## Meriter

### Olympiska meriter

#### Olympiska sommarspelen 2012
- Huvudartikel: Boxning vid olympiska sommarspelen 2012

| Boxare          | Gren            | Sextondelsfinal      | Åttondelsfinal       | Kvartsfinal          | Semifinal                  | Final                    | Final     |
| Boxare          | Gren            | Motståndare Resultat | Motståndare Resultat | Motståndare Resultat | Motståndare Resultat       | Motståndare Resultat     | Placering |
| --------------- | --------------- | -------------------- | -------------------- | -------------------- | -------------------------- | ------------------------ | --------- |
| Denys Berintjyk | Lätt weltervikt | BYE                  | Yigit (SWE) W 24–23  | Horn (AUS) W 21–13   | Mönkh-Erdene (MGL) W 29–21 | Iglesias (CUB) 0 L 15–22 | 2         |